# Hvide
 For alternative betydninger, se Hvide (flertydig). (Se også artikler, som begynder med Hvide)
Hvide-slægten er en dansk uradelsslægt, der kendes fra det 11. århundrede.
Få danske slægtsnavne er af sagn og digterisk behandling blevet forlenet med en klang som Hvidernes; Skjalm Hvides æt førte dog ikke nogensinde dette slægtsnavn, og Stigsønnernes slægt antog det først kort før sin uddøende i 16. århundrede. Skjalm Hvide betragtes som stamfaderen til denne kongehuset nærstående slægt, der har spillet en stor rolle i dansk Middelalderhistorie.
Slægten fortaber sig omkring år 1300 i andre adelsslægter, men en række nulevende danskere kan føre anerne tilbage til den berømte slægt.

## Våbenskjold

### Tre bjælker
Tre bjælker er det almindeligt forekommende i Skjalmslægten, men som udgangspunkt kan skjolde med to eller blot en bjælke være varianter af våbenet.
Våbenet brugtes af Ebbe-linjen, mere bestemt Sune Ebbesens efterslægt. Den første forekomst i slægten er Jakob Sunesens segl fra 1224, 1225 og 1230. Jon Jonsen Lille brugte det 1264, 1285 og 1293, Andreas Erlandsen i 1268 og Niels Erlandsen i 1285. Alle de sidstnævnte er sønner af indgiftede skånske mænd, henholdsvis Jon Reymote og en Erland. Endelig brugtes våbenet af drosten Uffe Nielsen i 1284. Det er meget markante medlemmer af slægten, der har anvendt våbenet. Niels Erlandsens søn Peder har formentlig også brugt det.

Tre skråbjælker antages at kunne være en variant af bjælkevåbenet. Det brugtes første gang i 1224 og tillægges normalt marsk Johannes Ebbesen af Ebbe-linjen. Våben af denne type sås hyppigt i tiden. Bl.a. i en tysk afbildning fra omkring 1250 af slaget ved Bornhöved. Hvis man tolker forekomsten af våbenet som tegn på Hvidernes tilstedeværelse, når man vidt i sine konklusioner. Tolkningen kan imidlertid ikke bære. Våbenet fra 1224 kan ikke identificeres med sikkerhed, og netop ligheden med bjælkevåbenet har ført til, at det er blevet tillagt Johannes. Der er ikke umiddelbart andre mærker med skråbjælker imellem slægtens segl, ud over Niels Absalonsen af Toke-linjen i 1272.

### Tre bjælker med falk
I Morten Pedersens slægtsbeskrivelse fra 1589 er det første beskrevne skjold en hvid fugl på skjold fem gange tværdelt af gult og blåt. Teksten er ikke helt klar; men det synes af fremgå, at det er slægtens stamvåben, nok Skjalm Hvides eget. Skjoldet knyttes ikke til andre; men det er generelt for Morten Pedersen, at skjoldene kun beskrives en gang og kun med henvisning til den første person, det er knyttet til.

### Hjortegevir
Geviret kan både være stående og liggende i seglet, og det kan være indsat i et mindre skjold. Et almindeligt oprejst gevir bruges hyppigt af Olaf Ebbesen Mundskænks efterkommere, og Olaf har formodentlig selv anvendt det. Det ses første gang i Andreas Olafsen Mundskænks segl fra 1257. Det anvendes endvidere af Andreas søstersønner Olaf Margrethesen (1285, 1293) og Niels Margrethesen (1318). Johannes og Andreas Olafsen anvender 1329 samme segl.

### Delt med hjortegevir i det ene felt, bjælker i det andet.
På nær en undtagelse er mærket altid med hjortehorn i det første felt og bjælker i det andet. Hjortehornet tolkes bedst som et lodret overskåret gevir af den overfor beskrevne type. Det føres første gang af Niels Rane af Asser-linjen (1306). Sønnen Jakob Nielsen førte 1326 segl med bjælkerne i første felt men med divergerende antal bjælker.

### Valraven
Et motiv med ørneunderkrop og ulveoverkrop og –hoved (Valravn) er ført ind i slægten via Peder Strangesen og dennes nevø Andreas Grosen, der begge var gift med døtre af Esbern Snare af Asser-linjen. Peder har brugt det 1230, Andreas søn Strange i 1264. Motivet er også brugt af Absalon Nielsen (1284), Absalon Jensen (1326) og Jakob Absalonsen (1337).

## Historie
Skjalm Hvide udgør stamrækkens første led, og hans børn udgør efterfølgende det første led i hver sin eftertavle. Børnene og deres efterslægt omtales som Ebbe-linjen, Sune-linjen, Toke-linjen og Cecilie–linjen og herudover Magga, der ikke dannede nogen linje.
Skjalm Hvide ( født omkring 1035 - død efter 1102). Oprindeligt begravet i Fjenneslev, senere flyttet til Sorø Kirke. I graven er der fundet en blyplade, formentlig fra 1100-tallet med indskriften, at Absalons bedstefar Skjalm ligger her.
Magga Skjalmsdatter (død efter 1160) datter af Skjalm Hvide og Signe. Magga skænkede Sorø Kloster sin del af Haverup Ore, formentlig arv efter Skjalm. Indtrådte, formentlig i en høj alder, i Roskilde Vor Frue Kloster, ifølge Gavebogen. som enke. Måske den ”Margrethe kaldet Magga”, nonne og død 30. juni, som er opført i Lundenekrologiet og Lunds gavebog med hånd i midten af 12. århundrede. Genealogien. omtaler Skjalms datter Margrethe, nonne i Roskilde, mens Gavebogen og Sorø stiftelseshistorie omtaler Skjalms datter Magga, også nonne i Roskilde. Der er utvivlsomt tale om samme person.
Asser Rig (død omkring 1150) søn af Skjalm Hvide og Signe
Ebbe Skjalmsen (død 1150/51) søn af Skjalm Hvide og Signe
Sune Skjalmsen søn af Skjalm Hvide og Signe
Toke Skjalmsen (død i 1130'erne eller 1140'erne) søn af Skjalm Hvide og Signe
Cecilie Skjalmsdatter (død efter 1160) datter af Skjalm Hvide og Signe

### Asser-linjen
Vigtige forgreninger
Asser Rig (død omkring 1150) søn af Skjalm Hvide og Signe, Asser er begravet ved sin ægtefælles Inges side i koret i Sorø Kirke. Besad formentlig gård i Kirke Fjenneslev (Fjenneslev Sogn, Alsted Herred) byen eller dele af den omtales af sønnen Absalon som fædrenearv, men ellers er det kun sagnet, der knytter Asser til byen.
Esbern Snare (født før 1130 – 1204) søn af Asser Rig. Esbern er begravet i Sorø Klosterkirke foran trinnet til højkoret, det her fundne skelet er dog angiveligt ikke hans. Da flere af børnene har gods i Bringstrup og Ørslev under Skoven (begge Bringstrup Sogn, Ringsted Herred), har dette gods formentlig oprindeligt været Esberns. Gav for sin første kone Holmfreds sjælefred hovedgård og landsby i henholdsvis Bromme (Bromme Sogn, Alsted Herred) og Munke Bjergby (Munke Bjergby Sogn, Alsted Herred). Gav for sin anden ægtefælle Ingeborgs sjælefred en hovedgård i Ovre (Rødovre og/eller Hvidovre, Hvidovre Sogn, Sokkelund Herred) til Sorø Kloster.
Absalon Fed også kaldet Absalon Bælg (død 1231/32) er søn af Esbern Snare og er begravet ved siden af sin far i Sorø Kirke. Overtog Stenmagle-komplekset (Stenmagle, Nyrup, Assendrup, alle Stenmagle Sogn, Alsted Herred) efter broderen Johannes død. Han skænkede komplekset til Sorø Kloster på sit dødsleje. 1199 vidnede han på borgen i Havn ved sin farbror Absalons store Sorøgave. Begravet med sølvbæger i Absalons testamente 1201. Afstod 1204 fra at indfri sin del af faderens gave til Sorø Kloster, og fra 1213 til sin død forholdt han ligeledes Sorø Kloster Stenmaglekomplekset, som broderen Johannes havde lovet klostret, og som Absalon opfattede sig selv som videre arving til. Gavebogen kalder ham ”en grusom og begærlig mand”. Også kaldet Absalon Bælg. Engelske kilder omtaler i 1212-1217 en Absalon ”greve af Sjælland”, der handlede på England og blandt andet leverede fugle til Kong John. Kronologisk kunne det meget vel være Absalon Fed. - han døde barnløs.
Johannes (død 1213 i Lübeck) søn af Esbern Snare, barnløs
Cecilie Esberndatter (død omkring 1245) datter af Esbern Snares. Intet kendt gods, men i gavebogen kaldet ”til Tersløse” (Tersløse Sogn, Merløse Herred). Gjorde gennem sin mand Andreas krav på Stenmagle-komplekset efter broderen Absalons død, gift med Andreas Grosen, nævnt i kongefamiliens følge 1214 – 1215, nevø til Cecilies svoger Peder Strangesen.
Absalon Ceciliesen (død 1287/88) søn af Cecilie Esberndatter og Andreas Grosen
Stange Ceciliesen (død før 1288) søn af Cecilie Esberndatter og Andreas Grosen
Ingeborg Ceciliesdatter datter af Cecilie Esberndatter og Andreas Grosen. En Ingeborg, der i 1246 er arving efter Andreas Grosen og enke efter Absalon Stange, kan være denne Ingeborg. Ellers kun kendt fra genealogien, Absalon Stange kan ikke være Andreas Grosens sønner Absalon eller Stange, da de levede flere årtier efter 1246. Det kan være tale om en fejlskrivning; for Peder Strangesen var gift med Andreas Grosens svigerinde Ingeborg og død i 1241. Eller Absalon Stange kan være en ellers ukendt Absalon, gift med Ingeborg Andreasdatter, før hun giftedes med Lave Gudmundsen, hvilket er antaget her. Endelig kan han evt. være Andreas Grosens svoger Absalon Bælg, i så fald var Ingeborg fra 1246 en ellers ukendt kone til denne. Gift med Lave Gudmundsen, nævnt i Abels følge 1240 -1252, hævdedes at være ansvarlig for mordet på kong Erik IV Plovpenning. Desuden gift med Absalon Stange (?)
Lave Lille (død efter 1314) søn af Ingeborg Ceciliesdatter. Ønskede at blive begravet i Sorø, men er ikke nævnt i gravkataloget. Besad fra 1287 eller 1288 og indtil 1291 sammen med en del slægtninge Stenmagle-komplekset, som da blev konfiskeret af kongen. Det er vanskeligt at sige, om Lave på det tidspunkt have godset udelt, formuleringerne i gavebogen er tvetydige, 1314 kaldt til Høng (Hallenslev Sogn, Løve Herred). Gjorde sammen med flere andre Hvider krav på Stenmagle-godset efter Absalon Andreasens død i slutningen af 1280’erne. Sad i fængslet i Kalundborg marts 1291, udfærdigede der testamente, hvori Sorø Kloster betænktes med det omtalte Stenmagle-gods. Betalte desuden her korstogsafløsning og donerede en række mindre beløb. Testamentet trådte formentligt ikke i kraft. 1293 (5. marts) konfiskeres Stenmagle-godset af kong Erik VI Menved. I 1295 nævnt i flæng med de fredløse, formentligt i Norge med dem. 1308 nævnt i kongens anklager mod sin bror Kristoffer. I en opregning fra 1314 af fredløse medtages en Lave Lavesen af Høng.
Niels Mule (død før 1233) søn af Esbern Snare og Holmfred
Ingeborg Esberndatte (død 1267 i Slesvig) datter af Esbern Snare og Elena. Skænkede 1250 Sorø Kloster en gård i Bringstrup samt af Ørslevøster (begge Bringstrup Sogn, Ringsted Herred). Ægtefællen Peder på Ingeborgs vegne i strid med Sorø Kloster i begyndelsen af 1230’erne om Stenmaglegodset. Måske som kompensation skænkede Ingeborg det nævnte gods i Bringstrup og Ørslevøster. Bevidnede omkring 1260 et mirakel i Kalundborg relateret til den spirende Erik Plovpenning-kult. Blev fordrevet fra Kalundborg i 1262. I gavebogen og gravkataloget kaldt ”af Kalundborg”. Gift med Peder Strangesen (død 1233 eller 1241), kautionist for kongen og aktiv i rigsstyret i 1220’erne og formentlig forlenet med Kalundborg. Død senest 1241. Det er ikke muligt at bestemme, om Kalundborg, hvor Esbern Snare i sin tid byggede borgen, var allodial-ejendom, som var gået i arv til Ingeborg, eller om det var en form for embedslen eller fogedi, som først Esbern og siden hans svigersøn bestred.
Elisabeth datter af Ingeborg Esberndatte
Magga datter af Ingeborg Esberndatte
Marina datter af Ingeborg Esberndatte
Margrethe datter af Ingeborg Esberndatte
Ingeborg Ingeborgsdatter (død senest 1266) datter af Ingeborg Esberndatte. Gift med greve Ernst IV af Gleichen (forælder: greve Lambert II af Gleichen og Sophie af Orlamünde), nævnt i dansk sammenhæng 1228-1267, greve Ernst døde efter 1271, under kongernes fængsling 1223- 1225 på den tyske modparts side, senest fra 1228 i den danske kongemagts følge, måske egentlig styrer af landet i den kaotiske periode efter kong Kristoffer I død 1259. Greve Ernst gift anden gang med Margrethe af Ebbe-linjen.
Greve Albrecht III af Gleichen (død 24. marts 1290) søn af Ingeborg Ingeborgsdatter og Greve Ernst IV af Gleichen
Grevinde Kristine af Gleichen datter af Ingeborg Ingeborgsdatter og Greve Ernst IV af Gleichen
Gunnar
Ingeborg
Grev Erwin af Gleichen søn af Ingeborg Ingeborgsdatter og Greve Ernst IV af Gleichen
Andreas Ingeborgsen (død 1266) søn af Ingeborg Esberndatte og Peder Strangesen. Nævnt 1250 – 1261. Skødede i 1250 på sin mors vegne gods i Bringstrup og Ørslevøster (begge i Bringstrup Sogn, Ringsted Herred) til Sorø Kloster. Her kaldt kongens marsk, vel Abels, idet han også i 1251 vidner for denne. I 1255 vidne for kong Kristoffer I, og er her tituleret forhenværende marsk. Som sådan også vidne for hertug Erik Abelsen i Sønderborg i 1261.
Johannes Ingeborgsen søn af Ingeborg Esberndatte og Peder Strangesen
Elena Pedersdatter (død efter 1282) datter af Peder Strangesen.
Holmgeir Knutsson (halshugget i 1248) søn af Elene Pedersdatter og Kong Knut Lange af Sverige.
Filip Knutsson dræbt 1251 i slaget ved Herrevadsbro søn af Elene Pedersdatter og Kong Knut Lange af Sverige
Ingefred Assersdatter, datter af Asser Rig. Ingefred, den eneste kendte søster af Absalon og antagelig den unavngivne søster gift med Peder, som Absalon ifølge Saxo gør ophold hos under sin flugt i 1157 på vej fra Ramsø til Fjenneslev. Peder kaldes ofte af Borup i fremstillinger måske på grund af Knytlinga sagas beskrivelse af flugten, hvor man drager fra Ramsø til Borup. Ifølge Saxo aktiv Valdemar-partiet efter blodgildet i 1157.
Aleksander Pedersen søn af Ingefred Assersdatter og Peder
Aleksander søn af Aleksander Pedersen
Niels Aleksandersen søn af Aleksander Pedersen, måske den Niels Aleksandersen, der ifølge. Falsterlisten ejede jord i Tingsted, men forholdet er usikkert. I Genealogien. næves børnene Gunhild, Andreas, Estrid, Elisabeth samt en datter gift med Stig Hvide. 1268 nævntes, at en søster til Niels Aleksandersen datter Estrid er gift med Andreas Erlandsen. Hun er antagelig da datter af Niels og antagelig den Ingefred, der nævnes senere som enke efter Andreas. Der kan så være tale om, at Ingefred er genealogiens unavngivne datter af Niels, gift (første gang) med Stig Hvide, eller Ingefred kan være udeladt i genealogien. Her er antaget det sidste, at Ingefred er et sjette barn af Niels.
Andreas søn af Niels Aleksandersen
Estrid (død 26. december, formentlig omkring 1270) datter af Niels Aleksandersen. Nævnt 1262 – 1268. testamenterede 28. maj 1262 Salby (Højelse Sogn, Ramsø Herred) og Asum (evt. Åshøj, Ramsø Herred) til Börringekloster samt Kalvslunde (= Karlslunde, Karlslunde Sogn, Tune Herred) og Gørslev (Gørslev Sogn, Bjæverskov Herred) til Skt. Clara. Priorinde for Börringe, nævnt som sådan 1268. blev senere nonne i Bosö og døde som sådan. Testamentet 8. juni 1262 bekræftet i Lund af Jakob Erlandsen. Testamentets gaver må være blevet overleveret før hendes død. Jakob Erlandsen greb 25. maj 1267 ind over for hendes bror Andreas Nielsen, der sad ”voldeligt” på det til Skt. Clara skænkede gods. 2. august 1268 gav Andreas Erlandsen afkald på Karlslunde, som han indtil da havde sat sig i besiddelse af. I slægt med franciskanermunken Aastrad, men slægtskabet kan ikke nærmere bestemmes. Segl fra 1262 ovalt med helgenfigur. Måske gift med Peder Erlandsen.
Elisabeth Nielsdatter, datter af Niels Aleksandersen. Gift med Johannes Ranesen, fra slægten Rani
Niels Rane (stejlet 1315 ved Vordingborg) søn af Elisabeth Nielsdatter og Johannes Ranesen. Gods i Dronningsholm (Kregme Sogn, Strø Herred). Modtog godts i Skørpinge (Havnelev Sogn, Stevns Herred), Uglerup (Sæby Sogn, Løve Herred) og Klinteskov mod gods i Værløse (Fakse Sogn, Fakse Herred) ved mageskifte med Stig af Roskilde 1279. købte 1306 gård i Sønder Jernløse (Sønder Jernløse Sogn, Merløse Herred) for 300 mark gængs. Modtog 1308 gård i Havnelev (Havnelev Sogn, Stevns Herred) ved Jakob Blåfods enke Kristines testamente. 1282 kaldt væbner. På hof i Vordingborg i 1282 medgarant for Olaf Tagesen. 30. august 1291 i København gjort til medeksekutor for Peder Uds testamente. 20. november 1302 var han vidne for kong Erik VI Menved i Odense og 1306/07 i Lund. Nævnt i Jon Jonsens datter Cecilies testamente den 9. oktober 1308 og 23. maj 1308 eksekutor på sin svigermor, Jakob Blåfods enke Kristines testamente. Han vidne på kongens forhandlinger med de jyske oprørere. 19. april 1314 garant for Esger Juul på dennes forlig med kongen. Et brev af 25. juli 1307, angiveligt fundet i begyndelsen af 1315 og videregivet til kongen, skulle røbe Niels som konspirator mod kongen i fællesskab med Tue Vindsen. Segl 1306 delt på langs med hjortehorn og bjælker. Gift med Edel (forælder: Kristine og Jakob Blåfod)
Ove søn af Niels Rane og Edel
Elene af Havnelev datter af Niels Rane og Edel
Cecilie datter af Niels Rane og Edel
Peder søn af Niels Rane og Edel
Jakob Rane af Magleby søn af Niels Rane og Edel
Jon søn af Niels Rane og Edel
Peder
Rane (stejlet 1294/95 i Roskilde) søn af Elisabeth Nielsdatter og Johannes Ranesen, ifølge en sen overlevering kaldtes alt de fredløses forbrudte gods i 1314 for ”Ranes gods”- ”thi han var af stor slægt”. Det antyder væsentlig mere godsejendom end den smule, vi kender til. I samme kilde bliver han kaldt ”af Gjorslev” (Gjørslev, Holtug Sogn, Stevns Herred). Dømt fredløs i 1287 for mordet på kong Erik V Klipping året før, blev samme år Håkon af Norges mand. Fredløs i Norge. Nævnt som kongemorder adskillige gange under Johannes Grand-processen i Rom, hvor kong Erik VI Menved angav Ranes slægtskab med Jakob af Halland, marsk Stig Andersen, Peder Jakobsen, Jakob Erlandsen og Johannes Grand selv som en del af mønstret i en større sammensværgelse mod hans far kong Erik V Klipping. Af Johannes Grands indlæg under processen fremgår dat, at Rane var til stede ved drabet (”han forsvarede sin konge”), hvilket i visen om drabet er blevet til, at forsvaret var på skrømt. Gendømt posthumt for kongemordet 1305. ifølge anklagen mod Niels Brock 1314 var det på dennes gård i Roskilde, Rane blev fundet da han 1294/95 blev fanget og stejlet. Sagn og viser har en del varierende historier om tilfangetagelsen og i det hele om Ranes tid som fredløs. Var ifølge en sen årbog kongens kammertjener. 1287 benævnt væbner. Sagn knytter Rane henholdsvis til Nørre Broby Sogn, Sallinge Herred og Framlev Sogn, Framlev Herred.
Datter datter af Niels Aleksandersen
Ingefred datter af Niels Aleksandersen
Gunnild datter af Niels Aleksandersen
Absalon søn af Aleksander Pedersen, nævnt på 1515-frisen og på Kornerups frise som Absalon Rød.
Absalon biskop og ærkebiskop (født omkring 1128 – 21. marts 1201) formentlig i Sorø, søn af Asser Rig, begravet i Sorø Kirke. Gav 1158/77 sammen med broderen Esbern 3 fjerdedele bol i Ottestrup (Ottestrup Sogn, Slagelse Herred) og en 1 fjerdedel bol i Rosted (Sørbymagle Sogn, Vester Flakkebjerg Herred) mod gods i Gudum (Gudum Sogn, Slagelse Herred) som de straks videregav til Sorø. Erhvervede 1158/77 gods i Langholm (forsvunden bebyggelse i Hobro Herred) som umiddelbart skænkedes til Esrum Kloster.

### Ebbe-linjen
Vigtige forgreninger
Ebbe Skjalmsen (død 1150/51) søn af Skjalm Hvide og Signe

### Sune-linjen
Sune Skjalmsen søn af Skjalm Hvide og Signe, Sune er ikke nævnt med sine tre brødre ved beskrivelsen af de første planer om at stifte Sorø Kloster i 1140'erne og er da formentlig død inden stiftelsen gik i gang. Besad en del af Haverup Ore. Er kun nævnt i Genealogien og i Sorø abbedliste, hvor abbed Johannes Kåre nævnes som hans efterkommer. Sunes rolle og hele eksistens er omdiskuteret.
Jon Galen søn af Sune Skjalmsen
Cecilie Jonsdatter datter af Jon Galen
Johannes Kåre (død omkring 1254) søn af Cecilie Jonsdatter, abbed i Sorø. Ifølge Sorø abbedliste abbed i Sorø og Esrom, i Sorø i tre perioder, i 1233- 36/37, 1247–1248 og 1249–1254. Abbedlistens årstal er muligvis unøjagtige. Abbed af Esrom mellem den første og anden abbed-periode i Sorø. Må være den abbed Johannes, der i 1234 fik udvirket breve fra pave Gregor IX til gavn for klosteret og nok den abbed Johannes der stredes med Karl af Broby om en mølle 1228/50, og kan være den abbed Johannes, der modtog gave 1214/41 af Olaf Ebbesen. I det sidste tilfælde kan det dog være tale om hans forgænger af samme navn, der var abbed omkring 1220-24

### Toke-linjen
Vigtige forgreninger
Toke Skjalmsen (død i 1130'erne eller 1140'erne) søn af Skjalm Hvide og Signe. Begravet i Fjenneslev, og siden af Absalon overført til Sorø Kloster. Skænkede Sorø Kloster en tredjedel af Jørlunde (Jørlunde Sogn – Lynge-Frederiksborg Herred), 10 øre skyldjord i Hesselrød (Karlebo Sogn, Lynge-Kronborg Herred), ½ mark skyldjord i Lerholt (Lillerød Sogn, Lynge-Frederiksborg Herred), gaven omtalt i en senere Absalon-handel fra 1157/77. Han testamenterede en halv hovedlod til Sorø oprettelse og skænkede på dødslejet derudover hemmeligt til samme, vel af hensyn til arvereglerne, 16 mark guld. Ifølge Saxo de eneste på Sjælland, det afviste Peder Bodilsen og Ærkebiskop Eskils opfordring til oprør mod kong Erik II Emune. Gift med Gyde.
Stig Tokesen
Ingefred Tokesdatter datter af Toke Skjalmsen
Tyge Blæst - kun teoretisk, da faderen er ukendt, være den Tyge Blæst Gerhardtsen, der var gift med Gunnild Nielsdatter Asser-linjen og skænkede gods i Luserød 1266, men det er kronologisk usandsynligt, da Tyges morfar Toke og dennes 3 brødre alle døde før 1152. er næppe heller den Toke Blæst, der nævnes som mededsmand i skånsk sammenhæng 1202/41. Endelig er han næppe Abels kammermester, Tyge Bost. Tilnavnet kan også skrives Pust. Kan være den Tyge Pust som er nævnt på 1515-frisen.
Skjalm Bang søn af Ingefred Tokesdatter. Kendte børn er Peder, Stig Hvide, Niels, Skjalm, Cecilie, Gyde. Desunden er her medtaget datteren Margrethe, idet der i datteren Gyde testamente omtales en Margrethe som ”min søster”, men søsteriet kan dog være ment åndeligt.
Peder af Roskilde søn af Skjalm Bang
Stig Hvide søn af Skjalm Bang
Skjalm søn af Stig Hvide (død 23. august 1292)
Niels søn af Skjalm Bang
Skjalm søn af Skjalm Bang
Cecilie Skjalmsdatter datter af Skjalm Bang
Johannes Grand søn af Cecilie Skjalmsdatter (født før 1260- død 1327)
Gyde Skjalmsdatter datter af Skjalm Bang (død efter 4. marts 1292) Gift med Esbern Karlsen
Ingefred datter af Gyde Skjalmsdatter kendt fra moderens testamente fra 1292
Cecilie datter af Gyde Skjalmsdatter Kun kendt fra moderens testamente
Datter datter af Gyde Skjalmsdatter død formentlig før 1292, da hun ikke er nævnt i moderens testamente dette år.
Margrethe datter af Skjalm Bang
Gyde Ingefredsdatter datter af Ingefred Tokesdatter
Niels søn af Gyde Ingefredsdatter
Peder søn af Gyde Ingefredsdatter
Stig søn af Peder Gydesen, kunne være den Stig Pedersen, der bevidnede et mirakel af kong Erik IV Plovpenning i Bjergby 1268. det vides ikke om familien i øvrigt har noget med det sjællandske bjergby (Slots Bjergby, Munke Bjergby eller Stifts Bjergby) at gøre kronologisk meget lidt sandsynligt at er den eller de Stig Pedersen, der kendes fra 14. århundrede.
Absalon søn af Gyde Ingefredsdatter
Niels søn af Absalon Gydesen (død efter 1300). Nævnt i gravkataloget i forbindelse med hustruen Marina, men ligger der tilsyneladende ikke selv. Pantsatte 1289 alt sit gods i Knabstrup (Sønder Jernløse Sogn, Merløse Herred) til Ingvar af Roskilde. Godkendte i 1300 sin hustru Marinas testamente, hvor hun gav Sorø Kloster sin hovedgård i Eskilstrup (Kirke-Eskilstrup Sogn, Merløse Herred). En Niels Absalonsen optræder i forskellige sammenhænge i 13. og 14. århundrede, uden at det nødvendigvis er den samme eller overhovedet denne Niels Absalonsen. En Niels Absalonsen, foged i Roskilde, beseglede 1272 et testamente. Beseglede 1291 Lave Lavesens testamente i Kalundborg. 1291 bevidnede en Niels Absalonsen en estisk relateret kongelig udstedelse i Ribe, og 1296 skrev kongen ifølge en sent overleveret oplysning til sin foged i Estland, Niels Akselsen ”d.e. Absalonsen”.

### Cecilie-Linjen
Vigtige forgreninger
Cecilie Skjalmsdatter (død efter 1160) datter af Skjalm Hvide og Signe. Begravet i Sorø. Skænkede Sorø Kloster to gårde i Førslev (Førslev Sogn, Ringsted Herred eller Førslev Sogn, Øster Flakkebjerg Herred) eller Ferslev (Ferslev Sogn, Horns Herred). Noget af eller måske hele det gods nord for Sorø, der kendes fra børnebørnene, må formodes at have været Cecilies arv eller medgift. Boede på borgen i det nuværende Pedersborg nord for Sorø. I gavebogen kaldt Cecilie af Borgen og betegnet som ”En meget from kvinde”. Efter et helt upålideligt men underholdende sagn eftertragtet af kong Valdemar. Gift med Peder Torstensen (død efter 1173), en af kong Sven III Grates nærmeste rådgivere i perioden 1151 – 1154, fra omkring 1160 i Valdemar I den Stores råd. Byen Pedersborg formentlig opkaldt efter ham.
Ingerd Ceciliesdatter (død før 1205) datter af Cecilie Skjalmsdatter og Peder Torstensen. Har formentlig ejet Pederborg-godset, som sønnen Johannes mageskiftede med Sorø Kloster 1205. Gift med Vagn, formentlig jysk stormand, da der ses en del jysk gods i efterslægten, mens tilknytningen til Sorø var svindende.
Skjalm af Århus (død 1215/16) søn af Ingerd Ceciliesdatter og Vagn. Begravet i Sorø ved siden af Absalon. Havde vist en del jord ”indenfor Århus bys omkreds” som han skænkede Århuskapitlet for 1207, skænkede jord i Gimlinge, Gimlingetorp (begge i Gimlinge Sogn, Vester Flakkebjerg Herred) og Ormager (Øster Flakkebjerg Herred ?) til Sorø Kloster. Solgte jord ved lokaliteten ”Aneldthorp (evt. Hasle Herred) til efterfølgeren Ebbe efter 1207. Skænkede efter 1207 Århuskapitlet besiddelser i Åby (Åby Sogn, Hasle Herred) og Brendstrup (Tilst Sogn, Hasle Herred), som var arvet efter broderen Johannes. Mølle i Store Valby (Slagelse Skt. Mikkels Sogn, Slagelse Herred) samt besiddelser i Næsby (Kirke Stillinge Sogn, Slagelse Herred) og Hejninge (Hejninge Sogn, Slagelse Herred) bortskødet til Andreas Sunesen. Kannik i Lund, senest 1203 provst i Århus, efterfulgte sin bror Peder som biskop her. Ifølge Valdemarannalerne valgt 1204, men var 24. marts 1207 endnu ikke indviet. Århus-kapitlets statutter er udsted i hans bispetid. Havde brugt kirkens byggefonds penge til privatbrug og måtte derfor bortskøde af sit eget gods til halvfætteren Andreas Sunesen til brug for kirken. Eneste daterbare dokument, hvor Skjalm nævnes som biskop er pave Honorius IIIs brev 24. marts 1207. nævnt i Broderlisten med ”brødrene” Sven og Ulf.
Peder af Århus (død 11. april 1204) søn af Ingerd Ceciliesdatter og Vagn. Begravet i Århus St. Clement, i graven er der fundet rester at nærorientalsk udført bispedragt af silke. Skænket til Århuskapitlet ved testamente 1203: Giafnwath med alt (Sjælland), Hørhoch (Sjælland), Starreklinte (Vallekilde Sogn, Ods Herred) med gårdens landboer, Al sin ejendom på Nekselø (Føllenslev Sogn, Skippinge Herred), Kysing (Saksild Sogn, Hads Herred), Kipæstorp (Jylland), Dyngby (Bjerager Sogn, Hads Herred), Pulstorp (Jylland), Rude (Saksild Sogn, Hads Herred), Årslev med mølle(Årslev Sogn, Sønderhald Herred), Tilst (Tilst Sogn, Hasle Herred) tre fjerdedele bol, Koldkær (Vinding Sogn, Ulfborg Herred), i Albærn (Jylland) to gårde og mølle, en gård i Strellev (Strellev Sogn, Nørre Horne Herred), gård i List (Ølgod Sogn, Øster Horne Herred), Ølgod (Ølgod Sogn, Øster Horne Herred) med 1 mark guld jord, Grefne 1 mølle, Seldrup (Beder Sogn, Ning Herred), Weddetorp (Jylland), Ramten (Ørum Sogn, Djurs Nørre Herred), Drammelstrup (Tirstrup Sogn, Djurs Sønder Herred) med to møller og landboer, I Holme Sogn (Ning Herred), 6 mark sølv jord, i Helgenæs (Helgenæs Sogn, Mols Herred) en gård, hestestod på Nekselø og i Drammelstrup, Skialtwet med tilliggender, al sin ejendom i Hasle (Hasle Sogn, Hasle Herred), Swinhoc med mølle, jorden i Sprakælychi, Tulstrup (Tulstrup Sogn, Ning Herred), Agri (Agri Sogn, Mols Herred) med mølle, skoven i Bogensø (Vistoft Sogn, Mols Herred), Bjødstrup (Tved Sogn, Mols Herred), Udby (Udby Sogn, Rougsø Herred). Skænkede desuden enemærker i Gråske (Tirstrup Sogn, Djurs Sønder Herred) I Århus. De omfattende godsgaver, Skænkede Peder desuden til oprettelse af 10 præbender, er ikke kendt. Han er formentlig den Peder Vagnsen, der 1183 var vidne for Knud Prislavsen. Biskop i Århus 1192 – 1204. Udstedte som sådan breve 1195 i Århus og 1203 Thretorp. Indskærpede i sin bispetid præsterne at omgås dødelejegaver ansvarligt. Skænkede godt til 10 præbender for Århuskapitlet, de 6 stadfæstet i 1197, de sidste 4 først efter hans død, hvilket vel må betragtessom den egentlige etablering af et kapitel for domkirken. Skænkede desuden kapitlet sin bogsamling 1195 samt yderligere gods testamentarisk sat på 14. november 1203. Påbegyndte 1197 eller kort efter opførelsen af en domkirke i sten ifølge Hellig Niels levned der, hvor Niels gravkapel lå. Omtalt som alvorligt syg i begyndelsen af 1204, kort før sin død, hvor både pave(3. januar) og kongen (16. marts) henvendte sig direkte til kapitlet. Opregnet i Broderlisten sammen med brødrene Niels og Johannes Kammermester.
Johannes (død før 1215) søn af Ingfred Ceciliesdatter. Nævnt 1182-1205. efterlod broderen Skjalm jysk jord i Åby og Brendstrup sogne. Mageskiftede 1205 det store næsten arronderede Pederborg gods med Sorø kloster. Sorø modtog (Peders)borg med ”alt tilliggende”, nemlig Haverup og Borød (Pederborg Sogn, Alsted Herred), en gård i Grøfte (Kindertofte Sogn, Slagelse Herred), Kindertofte (Kindertofte Sogn, Slagelse Herred), Landbotorp (Store Frederikslund, Kindertofte Sogn, Slagelse Herred) med skov i Diunxwith 6 en fjerdedel bol i Witby (Vedbynørre, Ottestrup Sogn, Slagelse Herred), en fjerdedel bol i Skovse (Ottestrup Sogn, Slagelse Herred), bol i Ørslev(Ørslev under skoven, Bringstrup Sogn, Ringsted Herred), 1½ mk i årlig skyld i Næsby (Kirke Stillinge Sogn, Slagelse Herred), Mørup gård (Fjenneslev Sogn, Alsted Herred) med skov, 13 ørtug årlig skyld i Ørslev (Bringstrup Sogn, Ringsted Herred). Modtog til gengæld herfor Undeløse (Undløse Sogn, Merløse Herred) med mølle og alt, 2½ bol i Merløse (Tveje Merløse, Merløse Sogn, Merløse Herred), jord der gav 3½ ørtug i Langerød (Merløse Sogn, Merløse Herred), Landsbyen Strubethorp, hele Vlfftorp, hele Tåstrup (Store Tåstrup, Merløse Sogn, Merløse Herred), 21 mk gulds jord i Vejleby (Hørve Sogn, Ods Herred). 8 mk gulds jord i Tømmerup (Tømmerup Sogn, Ars Herred), ½ bol i Wluebec, 1 mk gulds jord i Nyrup (Stenmagle Sogn, Merløse Herred), 16 mk gulds jord i Forlev (Vemmelev Sogn, Slagelse Herred), 3½ mk sølv jord i Tjæreby (Tårnborg Sogn, Slagelse Herred), 10 mk sølvs jord i Halseby (Tårnborg Sogn, Slagelse Herred). Kammermester hos Valdemar I den Store. Opregnet i broderlisten (Som Jones Kammermester) med brødrene Peder af Århus og Niels. Vidne på broderen Peders testamente 1203. broderen Skjalm arvede ham, hvorfor han må have været barnløs.
Niels søn af Ingfred Ceciliesdatter, godkendte 14. november 1203 broderen Peders gave til Århuskapitlet. Opregnet i broderlisten med brødrene Peder af Århus og Johannes Kammermester.
Ingfred Nielsdatter, datter af Niels Ingerdsen. Gift med Magnus Wuet og senere med en greve Everstein. Sønnen Peder med Magnus. Desuden sønnerne Niels, Johannes og Lars
Lars søn af Ingfred Nielsdatter
Niels søn af Ingfred Nielsdatter, var faderen Magnus Wuet, er det kronologisk muligt, at Niels er Niels Magnusen nævnt 1262- 1277. Denne skødede Øm 1262, medgarant i Lübeck for kong Erik V Klipping. 1272, vidne i Viborg på salg til Ribe 1277. Endvidere kan Niels også være identisk med en formentlig anden Niels Magnusen, nævnt 1289 – 1301 i Østdanmark, eksekutor på provst Trueds testamente 1289, med til at fængsle Johannes Grand 1294, vidne for kong Erik VI Menved 1296 i Roskilde, 1299 medgarant for Johannes Grand lejde, beseglede 1301 Gudmund Lilles enkes testamente. Endelig kan Niels være den Niels Magnusen ”fra Skåne”, der anerkendte sin slægtning Ingerds gave til Århus 1295.
Johannes søn af Ingfred Nielsdatter. Hvis faderen var Magnus Wuet evt. den Johannes Magnusen der 1259 vidnede for kong Erik V Klippinge. En formentlig anden Johannes Magnusen var ifølge Huitfeldt med til at fængsle ærkebiskop Johannes Grand 1294 i Lund.
Peder søn af Ingfred Nielsdatter og Magnus Wuet. En Peder Magnusen ejede ifølge Falsterlisten (1240/50) jord i Horbelev (Horbelev Sogn, Falster Nørre Herred), Idestrup (Idestrup Sogn, Falster Sønder Herred) og Tingsted (Tingsted Sogn, Falster Nørre Herred). Det kan være tale om et tilfældigt navnesammenfald.
Margrethe datter af Ingfred Ceciliesdatter
Vagn Galen søn af Margrethe Ingerdsdatter. Antagelig den Vagn Gunnesen, der optrådte i kongens følge 1216 – 1241. vidne for Valdemar II Sejr på Samsø 1216. og Femern 1234. 1230 vidne og kautionist på løsladelsesbrevet. Vidnede 1241 i juni og juli i Roskilde. Ifølge Lundeårbogen død 1245. Segl med klokke.
Esbern Vagnsen søn af Vagn Galen (død 1268), nævnt 1256 – 1268. Mageskiftede senest 1259 til svogeren, ærkebiskop Jakob Erlandsen Vallensved med mølle (Vallensvend Sogn, Vester Flakkebjerg Herred), Øllerup (Vallensved Sogn), Lund ( Vallensved Sogn), Holløse (Tystrup Sogn, Øster Flakkebjerg Herred), Sneslev (Marvede Sogn, Øster Flakkebjerg Herred), Tåstrup (Hyllinge Sogn, Øster Flakkebjerg Herred), Agerup (Hyllinge Sogn), Brådskov (Holsteinborg Sogn), Flinterup (Lynge Sogn, Alsted Herred), Lindholm (Gevninge Sogn, Voldborg Herred), Hvad Esbern fik til gengæld er uvist. Vidne for Jakob Erlandsen 1256, overnævnte mageskifte med samme senest 1259. Endvidere forhandler for Jakob overfor kongen omkring 1257. Tillod 1268 sin ægtefælle Gro at indtræde i Skt. Clara, men han døde inden indtrædelsen var fuldbyrdet. Oprettede alter i Vik Kirke. Segl 1268 med klokke. Gift første gang med Margrethe Erlandsdatter af Ebbe-linjen. Senere gift med Gro Gundesdatter (død 1268, F: Gunde Vind), kendt fra omfattende testamenteringer. Ægteskabet var barnløst, hvilket tillod Gro uden problemer at indtræde i Skt. Clara i 1268, hvor hun døde kort efter.
Cecilie datter af Esbern Vagnsen og Margrethe Erlandsdatter. Gift med greve Albrecht III af Gleichen af Asser-linjen. Fik muligvis sønnen Albrecht Albrechtsen af Gleichen
Johannes Vagnsen søn af Vagn Galen. Johannes fik muligvis sønnen Eskil med det vides ikke med sikkerhed.
Margrethe datter af Vagn Galen. Begravet i Sorø. Gift med Juris Stigsen af Ebbe-linjen. Er formentlig mor til Juris børn nævnt i genealogien: Niels, Peder, Johannes, Stig, Toke, Kristina.
Ulf søn af Ingfred Ceciliesdatter, begravet i Sorø. Skænkede før 1190 Sorø Kloster gods på Rømø. Han eller snarere ægtefællen Una havde mindre besiddelser i Skåne, omkring 2 bol blev omkring 1200 skænket til Sorø Kloster for hendes ligfærd. Una var muligvis af skånsk slægt; de havde sammen sønnen Kristian.

## Slægten Hvides ejendomme
Skjalm Hvide, slægtens stamfader, havde sin gård i Fjenneslev